# Kouandé
Kouandé este un oraș din departamentul Atakora, Benin.